# Flare
Flare é uma revista canadense de moda. É publicada pela Rogers Communications. Foi criada pela publicação de Maclean-Hunter em 1979.